# Великобраталівське
Великобрата́лівське (раніше — Держгосп, Великобраталів) — село в Україні, у Любарській селищній територіальній громаді Житомирського району Житомирської області. Кількість населення становить 34 особи (2001).

## Населення
Відповідно до результатів перепису населення СРСР, кількість населення, станом на 12 січня 1989 року, становила 75 осіб. Станом на 5 грудня 2001 року, відповідно до перепису населення України, кількість мешканців села становила 34 особи.

### Мова
Розподіл населення за рідною мовою за даними перепису 2001 року:
| Мова       | Кількість | Відсоток |
| ---------- | --------- | -------- |
| українська | 34        | 100%     |

## Історія
На 1 жовтня 1941 року — населений пункт Держгосп Великобраталівської сільської управи Любарського району. Станом на 1 вересня 1946 року значилося як хутір Великобраталів Великобраталівської сільської ради Любарського району Житомирської області. Від 30 грудня 1962 року до 4 січня 1965 року, разом із сільською радою, входило до складу Дзержинського району Житомирської області. На 1 січня 1972 року — село Великобраталівське Великобраталівської сільської ради Любарського району.
10 березня 2017 року увійшло до складу новоствореної Любарської селищної територіальної громади Любарського району Житомирської області. Від 19 липня 2020 року, разом з громадою, в складі новоствореного Житомирського району Житомирської області.